# Hautot-le-Vatois
Hautot-le-Vatois é uma comuna francesa na região administrativa da Normandia, no departamento de Sena Marítimo. Estende-se por uma área de 6,02 km². Em 2010 a comuna tinha 361 habitantes (densidade: 60 hab./km²).